# Kirjat Atta
Kirjat Atta (hebr. קריית אתא; arab. كريات آتا) – miasto położone w dystrykcie Hajfa w Izraelu. Jest częścią aglomeracji miejskiej Ha-Kerajot.

## Położenie
Leży w Dolinie Zevulon w Zachodniej Galilei, w otoczeniu miast Hajfa, Kirjat Bialik, Szefaram i Neszer, miasteczka Rechasim, moszawu Kefar Bialik, kibuców Afek, Ramat Jochanan, Kefar ha-Makkabbi i Usza, oraz wiosek Adi, Chawalid, Ibtin i Kefar Chasidim Bet.

## Historia
Pierwsze ślady osadnictwa w tym rejonie pochodzą z około XII wieku p.n.e. Prawdopodobnie w tym czasie powstała niewielka wioska Chirbat Szarta, położona na dwóch wzgórzach w północno-wschodniej części współczesnego miasta. Żydowski historyk Józef Flawiusz wymienia wioskę Kapharatha, jako miejsce ufortyfikowane podczas wojny żydowsko-rzymskiej (66–73). Później, w wyniku błędu pisowni, wzmiankowano o niej jako o wiosce Kefar-Eicho. Pod panowaniem arabskim nazywano ją Kafritta. W 1799 francuska mapa wymienia nazwę Kufur Taj, a w 1875 brytyjska mapa wymienia Kafr Atta.

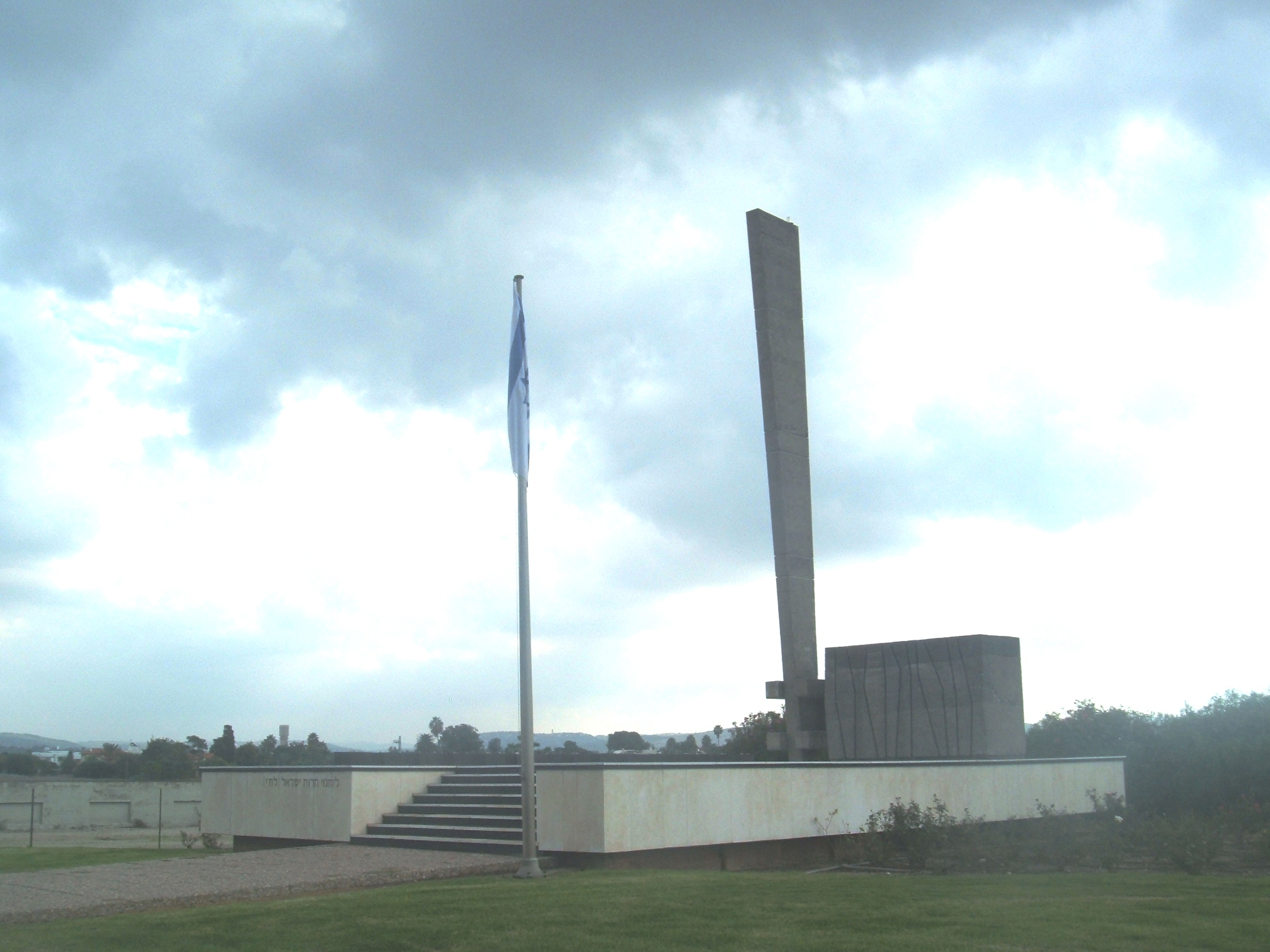
Pomnik bojowników Lechi w Kirjat Atcie

Na początku XX wieku tutejsze ziemie wykupiła organizacja syjonistyczna Awodat Jisra’el z Polski. Współczesna osada została założona w 1925 przez żydowskich imigrantów z Polski. Pierwotnie był to typowy rolniczy moszaw, noszący nazwę Kefar Atta. Podczas arabskich rozruchów w 1929 moszaw został zaatakowany przez Arabów i ewakuowany. W 1930 nastąpiło ponowne założenie osady. Jej rozwojowi pomogło wybudowanie przez Ericha Mollera w 1934 zakładów włókienniczych (zostały zamknięte w 1985). W 1941 otrzymała status samorządu lokalnego.
Podczas wojny o niepodległość tereny te zostały zajęte przez wojska izraelskie w lipcu 1948. W pierwszych latach niepodległości Izraela, osiedliło się tutaj wielu imigrantów z Afryki Północnej i Rumunii. W 1965 nastąpiło połączenie miejscowości z sąsiednią wioską Kirjat Binjamin i wówczas zmieniono nazwę na obecną Kirjat Atta. W 1969 miejscowość otrzymała prawa miejskie.

## Demografia
Zgodnie z danymi Izraelskiego Centrum Danych Statystycznych w 2008 roku w mieście żyło 49,9 tys. mieszkańców, z czego 99,8% Żydzi.
Zgodnie z danymi Izraelskiego Centrum Danych Statystycznych w Kirjat Atcie w 2000 roku było 17 236 zatrudnionych pracowników i 1226 pracujących na własny rachunek. Pracownicy otrzymujący stałe pensje zarabiali w 2000 średnio 5157 NIS, i otrzymali w ciągu roku podwyżki średnio o 4,8%. Przy czym mężczyźni zarabiali średnio 6759 NIS (podwyżka o 4,6%), a kobiety zarabiały średnio 3456 NIS (podwyżka o 2,7%). W przypadku osób pracujących na własny rachunek średnie dochody wyniosły 6470 NIS. W 2000 roku w Kirjat Atcie było 1092 osób otrzymujących zasiłek dla bezrobotnych i 4153 osoby otrzymujące świadczenia gwarantowane.
Populacja miasta pod względem wieku (dane z 2006):
| Wiek (w latach) | Procent populacji w % |
| --------------- | --------------------- |
| 0-4             | 6,8%                  |
| 5-9             | 6,9%                  |
| 10-14           | 7,4%                  |
| 15-19           | 7,7%                  |
| 20-29           | 15,5%                 |
| 30-44           | 18,3%                 |
| 45-59           | 20,2%                 |
| ponad 60        | 17,1%                 |

Źródło danych: Central Bureau of Statistics.

## Architektura
Miasto posiada liczne osiedla mieszkaniowe: Kirjat Nachum, Newe Chen, Kirjat Szatner, Newe Awraham, Frostig, Kirjat Binjamin, Bajit Wagen, Abramski, Giwat ha-Misztara, Tel Chaj, Giwat ha-Rakafot, Giwat Tal oraz Sarkis.

## Gospodarka
W zachodniej części miasta znajduje się duża strefa przemysłowa.

## Transport
Przez centrum miasta przebiega droga nr 780, którą jadąc na południe dojeżdża się do drogi ekspresowej nr 70. Przez północną część miasta przebiega droga nr 781, którą jadąc na zachód dojeżdża się do miasta Kirjat Bialik, moszawu Kefar Bialik i drogi ekspresowej nr 4, lub jadąc na wschód dojeżdża się do drogi ekspresowej nr 79. W kierunku południowo-wschodnim wychodzi z miasta droga nr 7703, którą dojeżdża się do kibuców Ramat Jochanan, Kefar ha-Makkabbi i Usza.

## Oświata
W Kirjat Atcie znajduje się 14 szkół podstawowych i 11 szkół średnich, w których ogółem uczy się 8,7 tys. uczniów. Wśród szkół są: Giwat Tal, Giborei Tsion Haatsmuat, Beit Josef, Lohamei Ha-Geta’ot, Ha-Tsvi, Gordon, Rogozin, Yerushalaim, Pinsker, Shaham, Bet Ja’akow, Noam, Sprinzak, religijna szkoła Talmud Tora, oraz jesziwy Kirjat Atta i Nahalat Moshe.
Są tu także centra edukacji religijnej Chabad of Givat Tal i Chabad of Kiryat Ata.

## Kultura
W mieście znajduje się Muzeum Beit Fisher.

## Sport
Najsłynniejszym tutejszym klubem jest klub piłkarski Makkabbi Ironi Kirjat Atta, grający w II lidze Liga Le-umit. Lokalna drużyna koszykarska Elicur Kirjat Atta gra w I lidze.
W mieście są boiska do piłki nożnej, korty tenisowe oraz basen pływacki.